# 埃華街

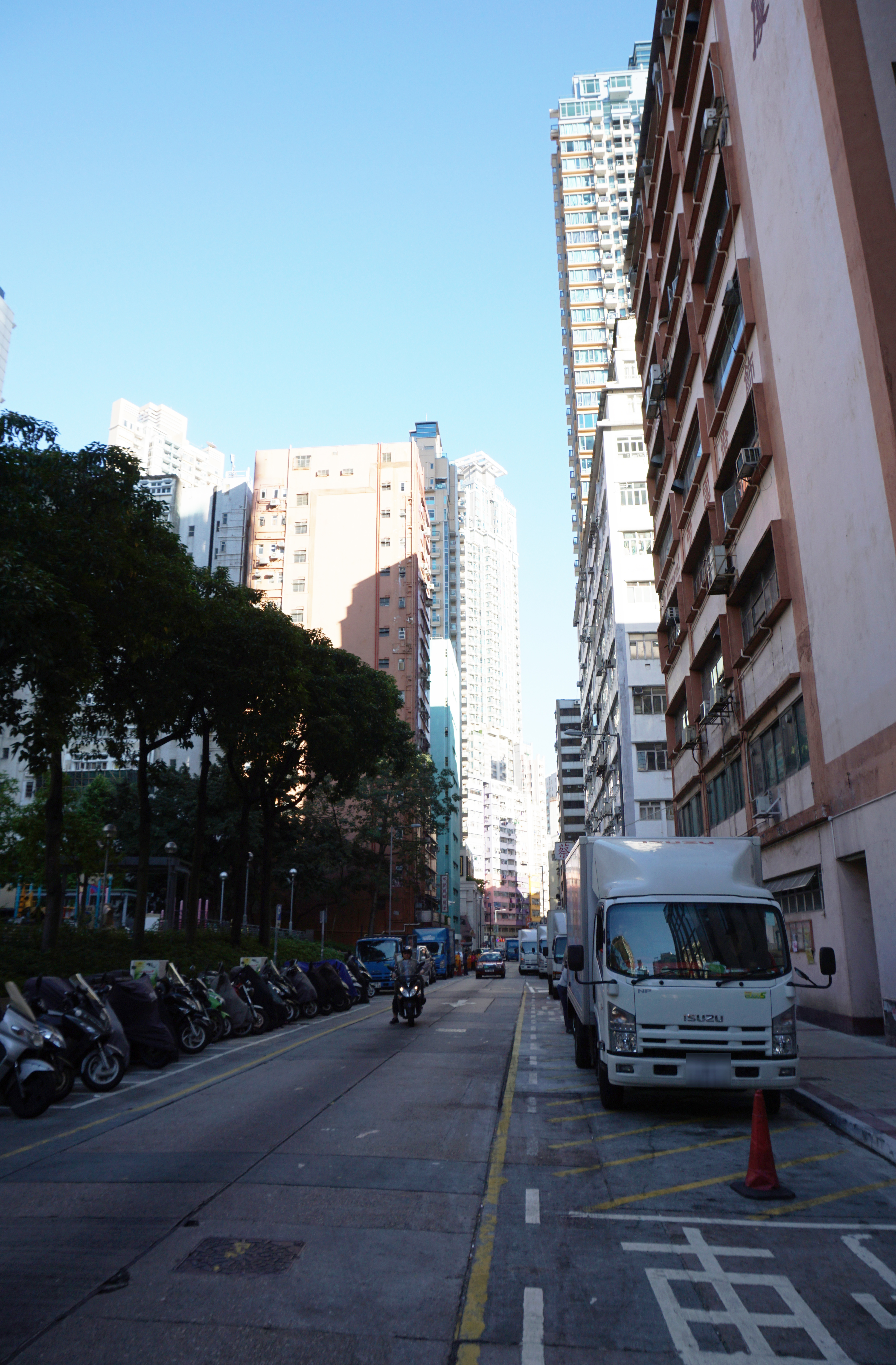
埃華街東段

埃華街（英語：Ivy Street），是香港九龍的一條馬路，位於大角咀東西走向，由塘尾道福全街起，至深旺道君匯港止。 埃華街的東部是一個工廠大廈不少的舊工業區。而過大角咀道的西部，埃華街建築有一個大同新邨（Cosmopolitan Estate），每一幢樓宇皆以「大」字頭命名，例如大眾樓、大方樓、大公樓等。
埃華街的「埃華」（Ivy），其實是指長春籐，與附近其他街道一樣以植物命名。

## 鄰近
- 大全街
- 大政街
- 角祥街
- 旺提街
- 福全街
- 九龍珀麗酒店
- 華源工廠大廈
- 大角咀市政大廈
- 杉樹街
- 櫸樹街
- 安業工廠大廈（On Yip Factory Building）
- 百新商業大廈（Evernew Commercial Centre）
- 明泰樓（Ming Tai House）
- 永利工業大廈（Wing Lee Factory Building）
- 仁榮大廈（Yen Wing Building）

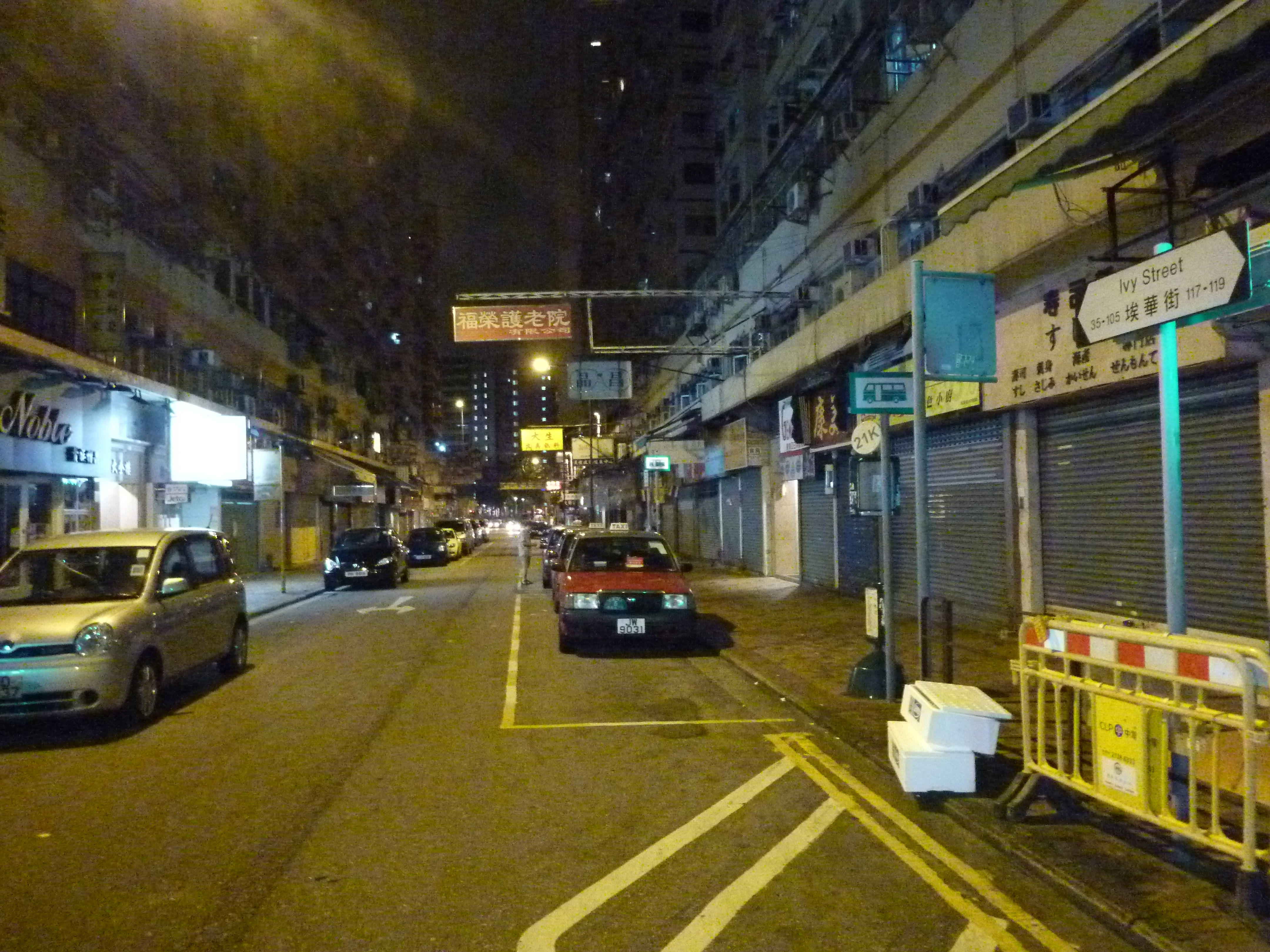
埃華街夜景

## 外部參考
1. ↑  .   [2010-04-02]. （原始内容存档于2020-03-16）.